# Dejan Jakovic
Dejan Jakovic (sinh ngày 16 tháng 7 năm 1985) là một cầu thủ bóng đá người Canada.

## Đội tuyển bóng đá quốc gia Canada
Dejan Jakovic thi đấu cho đội tuyển bóng đá quốc gia Canada từ năm 2008 đến 2014.

## Thống kê sự nghiệp
| Đội tuyển bóng đá Canada | Đội tuyển bóng đá Canada | Đội tuyển bóng đá Canada |
| Năm                      | Trận                     | Bàn                      |
| ------------------------ | ------------------------ | ------------------------ |
| 2009                     | 5                        | 0                        |
| 2010                     | 3                        | 0                        |
| 2011                     | 2                        | 0                        |
| 2012                     | 1                        | 0                        |
| 2013                     | 5                        | 0                        |
| 2014                     | 1                        | 0                        |
| 2015                     | 9                        | 0                        |
| Tổng cộng                | 26                       | 0                        |